# Liphistius thaleban
Liphistius thaleban SCHWENDINGER, 1990 è un ragno appartenente al genere Liphistius della Famiglia Liphistiidae.
Il nome del genere deriva dalla radice prefissoide greca λιπ-, lip-, abbreviazione di λιπαρός, liparòs cioè unto, grasso, e dal sostantivo greco ἰστίον, istìon, cioè telo, velo, ad indicare la struttura della tela che costruisce intorno all'apertura del cunicolo.
Il nome proprio deriva dal Thale Ban National Park, riserva naturale all'interno della catena montuosa Nakhon Si Thammarat, nella Thailandia meridionale.

## Caratteristiche
Ragno primitivo appartenente al sottordine Mesothelae: non possiede ghiandole velenifere, ma i suoi cheliceri possono infliggere morsi piuttosto dolorosi.

## Distribuzione
Questa specie è stata rinvenuta nel Thale Ban National Park, lungo la parte thailandese della Penisola malese.